# Buffalo (Indiana)
Buffalo is een plaats (census-designated place) in de Amerikaanse staat Indiana, en valt bestuurlijk gezien onder White County.

## Demografie
Bij de volkstelling in 2000 werd het aantal inwoners vastgesteld op 672.

## Geografie
Volgens het United States Census Bureau beslaat de plaats een oppervlakte van
6,6 km², waarvan 6,2 km² land en 0,4 km² water. Buffalo ligt op ongeveer 204 m boven zeeniveau.

## Plaatsen in de nabije omgeving
De onderstaande figuur toont nabijgelegen plaatsen in een straal van 20 km rond Buffalo.